# Laguna Grande (San Pedro de la Paz)
La Laguna Grande es un cuerpo superficial de agua, que pertenece a una serie de lagos costeros ubicados en la comuna de San Pedro de la Paz, en la región del Biobío, Chile. Se originó de una quebrada cordillerana de alta pendiente (costas abruptas), mientras que el borde septentrional (suaves pendientes) son el resultado de la sedimentación que represó las aguas.

## Ubicación y descripción
Corresponde a un pequeño lago de baja profundidad, emplazado en uno de los costados del radio urbano del Gran Concepción, en el extremo noroeste de la Cordillera de Nahuelbuta y al sur del Río Bío-Bío. Con un perímetro de 9800 metros, posee un largo máximo de 2675 metros, y su parte más ancha mide 1.375 metros. En total ocupa un área de poco más de 155 hectáreas y posee una profundidad máxima de 13,5 metros, siendo su profundidad media de 8,1 metros.
En el costado este, la laguna Grande está rodeada por un cordón montañoso de baja altitud, que no logra sobrepasar los 360 metros de altura, y que se caracteriza por la presencia de plantaciones forestales, principalmente de pinos y eucaliptus. En los cerros del lado norte, en cambio, se ha llevado a cabo en los últimos años un importante proyecto de desarrollo urbano e inmobiliario, el cual se complementa con el realizado en la década de 2020 en el plano, donde se encuentra la Villa San Pedro.
La ciudad de Concepción posee dos grupos de lagunas, uno al sur, que incluye las lagunas Chica de San Pedro de la Paz y la Grande de San Pedro de la Paz, y el sistema de lagunas al norte del Biobío, integrado por las lagunas Price, Redonda, Las Tres Pascualas, Lo Méndez, Lo Galindo, Lo Custodio y la Pineda.: 118 

## Hidrografía
La laguna Grande desagua a través del estero Los Batros y recibe aguas de la escorrentía natural, pero también de desagües varios desde las zonas residenciales que la rodean. También recibe las aguas de la Laguna Chica (San Pedro de la Paz).: 125 
Existe un acabado estudio de las características de la laguna Chica (San Pedro de la Paz), laguna Grande (San Pedro de la Paz), laguna Quiñenco, lago Lanalhue y del lago Lleulleu del cual presentamos la tabla de parámetros morfológicos.
Las precipitaciones varían entre 1.250 mm a cerca de 2500 mm anuales y la a temperatura media anual es 12 a 13 °C.: 58 
| Parámetros/Cuerpo de agua | Laguna Chica | Laguna Grande | Laguna Quiñenco | Lago Lanalhue | Lago Lleulleu |
| Latitud (S) | 36° 51’      | 36° 51’       | 36° 59’         | 37° 55’       | 38° 9’        |
| Longitud (W) | 73° 5’       | 73° 6’        | 73° 7’          | 73º 19’       | 73° 19’       |
| Altura (m s. n. m.) | 5.0          | 4.0           | 5.0             | 12.0          | 20.0          |
| Profundidad máx. (m) | 18.0         | 13.5          | 6.1             | 26.0          | 46.5          |
| Profundidad media (m) | 10.3         | 8.3           | 3.0             | 13.1          | 23.5          |
| Largo máx. (km) | 1.9          | 2.7           | 1.1             | 9.6           | 13.2          |
| Ancho máx. (km) | 0.87         | 1.4           | 0.36            | 4.3           | 3.7           |
| Perímetro (km) | 5.7          | 9.4           | 2.94            | 58.6          | 93.3          |
| Área del lago (km²) | 0.82         | 1.55          | 0.29            | 31.9          | 39.8          |
| Área cuenca (km²) | 4.5          | 12.7          | 3.0             | 325.0         | 670.0         |
| Volumen (km³) | 0.0086       | 0.0128        | 0.0009          | 0.418         | 0.934         |
| Desarrollo línea de costa* | 1.8          | 2.1           | 1.5             | 2.9           | 4.2           |
| Rel. Prof. media / Prof. máx. | 0.57         | 0.61          | 0.49            | 0.50          | 0.50          |
| Rel. Área cuenca / área lago | 5.5          | 8.2           | 10.3            | 10.2          | 16.8          |
| Rel. Área cuenca / vol. lago | 523.3        | 992.2         | 3333.3          | 777.5         | 717.3         |
| Prof. criptodepresión (m) | 13.0         | 9.5           | 1.1             | 14.0          | 26.9          |
| - El coeficiente de perímetro o desarrollo línea de costa es la proporción entre el perímetro del lago y el perímetro de una circunferencia con igual área que el lago. Toma el valor 1 para un lago perfectamente circular. {\textstyle D_{L}={\frac {L}{2{\sqrt {\pi A}}}}}, con {\textstyle D_{L}} es el coeficiente, {\displaystyle L} es el perímetro del lago, y {\displaystyle A} es el área del lago. - El desarrollo del volumen es una medida de la diferencia entre la forma del lago (cuerpo de agua) y la de un cono: Dv = 3 Z÷ Zmax |              |               |                 |               |               |

## Historia
Luis Risopatrón la describe en su Diccionario Jeográfico de Chile de 1924:
Grande (Laguna) 37° 06’ 73° 00’. De 2 kilómetros de largo, por 0,5 km de ancho i 10 m de profundidad, se encuentra en la banda W del curso interior del rio Biobio, a unos 8 km al N del pueblo de Santa Juana; es llamada también Truminuco. 63, p. 389.

## Población, economía y ecología
En la laguna se pueden encontrar algunas variedades de peces y diversos tipos de aves, entre ellos patos, cisnes de cuello negro, garzas, Hualas, Taguas y en menor medida, incluso algunas garzas reales, nativas de Europa, Asia y África.
Además la laguna es un buen lugar para ser habitado por coipos, un roedor similar al castor, natural de la zona. También se pueden hallar en el sitio especies de anfibios como el Sapito de Cuatro Ojos y el Sapito de Antifaz.

### Deportes
La laguna no es apta para el baño, como lo es la Laguna Chica, ubicada cerca de ella. Además está en ella prohibida la navegación a motor, lo que favorece su uso para la práctica de deportes en el agua tales como kayak, vela y el remo. De hecho existe un club de Remo que ha logrado triunfos importantes a nivel nacional e internacional en su corta trayectoria.
Asimismo, en la costa existen servicios de arrendamiento de botes para navegar por la laguna, así como recorridos de senderismo para pasear alrededor de sus bosques.

### Estado trófico
La eutrofización es el envejecimiento natural de cuerpos lacustres (lagos, lagunas, embalses, pantanos, humedales, etc.) como resultado de la acumulación gradual de nutrientes, un incremento de la productividad biológica y la acumulación paulatina de sedimentos provenientes de su cuenca de drenaje.: 4  Su avance es dependiente del flujo de nutrientes, de las dimensiones y forma del cuerpo lacustre y del tiempo de permanencia del agua en el mismo.: 24  En estado natural la eutrofización es lenta (a escala de milenios), pero por causas relacionadas con el mal uso del suelo, el incremento de la erosión y por la descarga de aguas servidas domésticas entre otras, puede verse acelerado a escala temporal de décadas o menos.: 4  Los elementos más característicos del estado trófico son fósforo, nitrógeno, DBO5 y clorofila y la propiedad turbiedad. Una medición objetiva y frecuente de estos es necesaria para la aplicación de políticas de protección del medio ambiente. 
La clasificación trófica nombra la concentración de esos objetos bajo observación (de menor a mayor concentración): ultraoligotrófico, oligotrófico, mesotrófico, eutrófico, hipereutrófico. Ese es el estado trófico del elemento en el cuerpo de agua. Los estados hipereutrófico y eutrófico son estados no deseados en el ecosistema, debido a que los bienes y servicios que nos brinda el agua (bebida, recreación, entre otros) son más compatibles con lagos de características ultraoligotróficas, oligotróficas o mesotróficas.: 14 
Según un informe de la Dirección General de Aguas de 2018, la evaluación actual del estado trófico de la Laguna Grande de San Pedro presenta una condición de mesotrófico según criterio de clasificación de clorofila a.: 22 

Laguna Grande
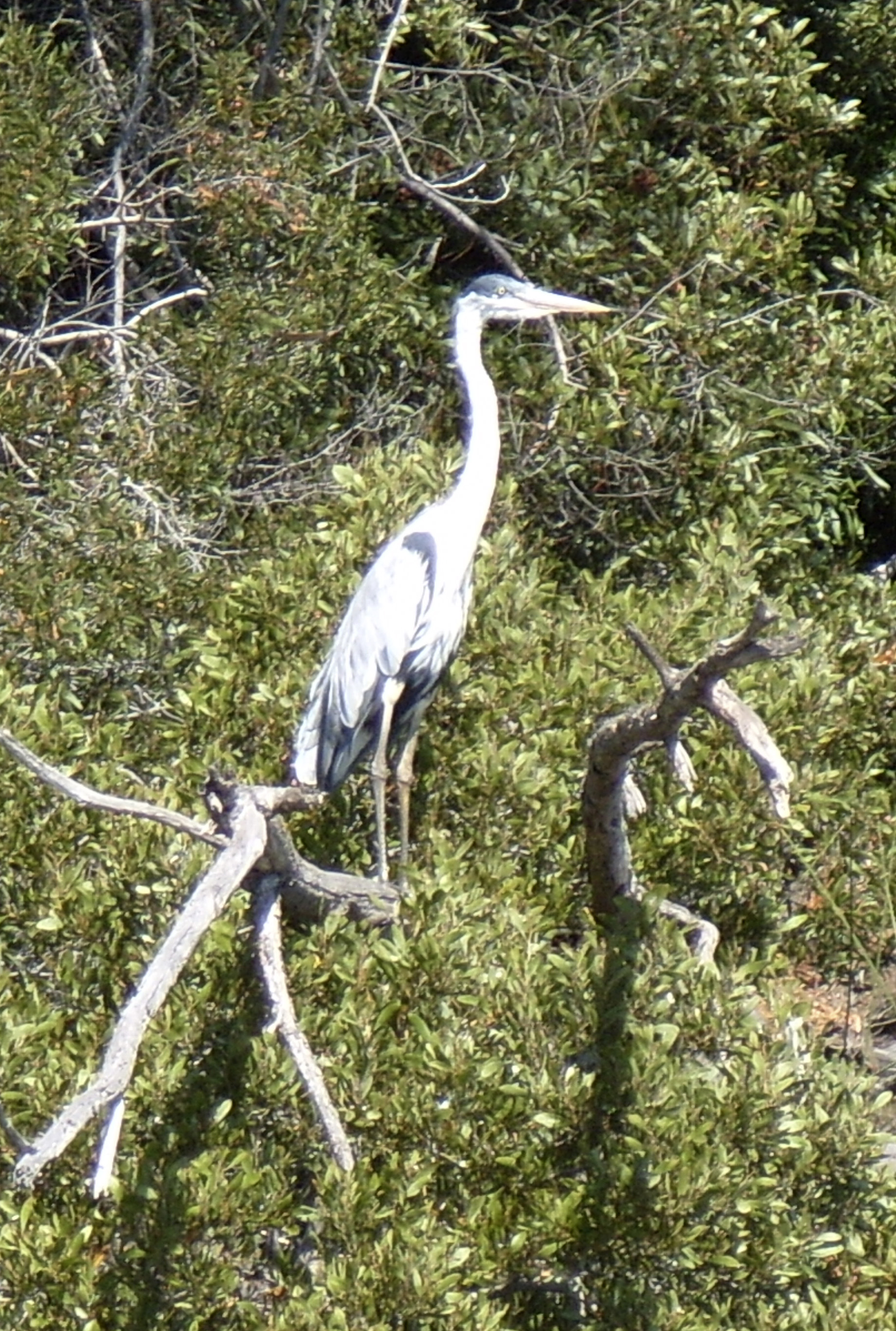
Garza real encontrada en la laguna.
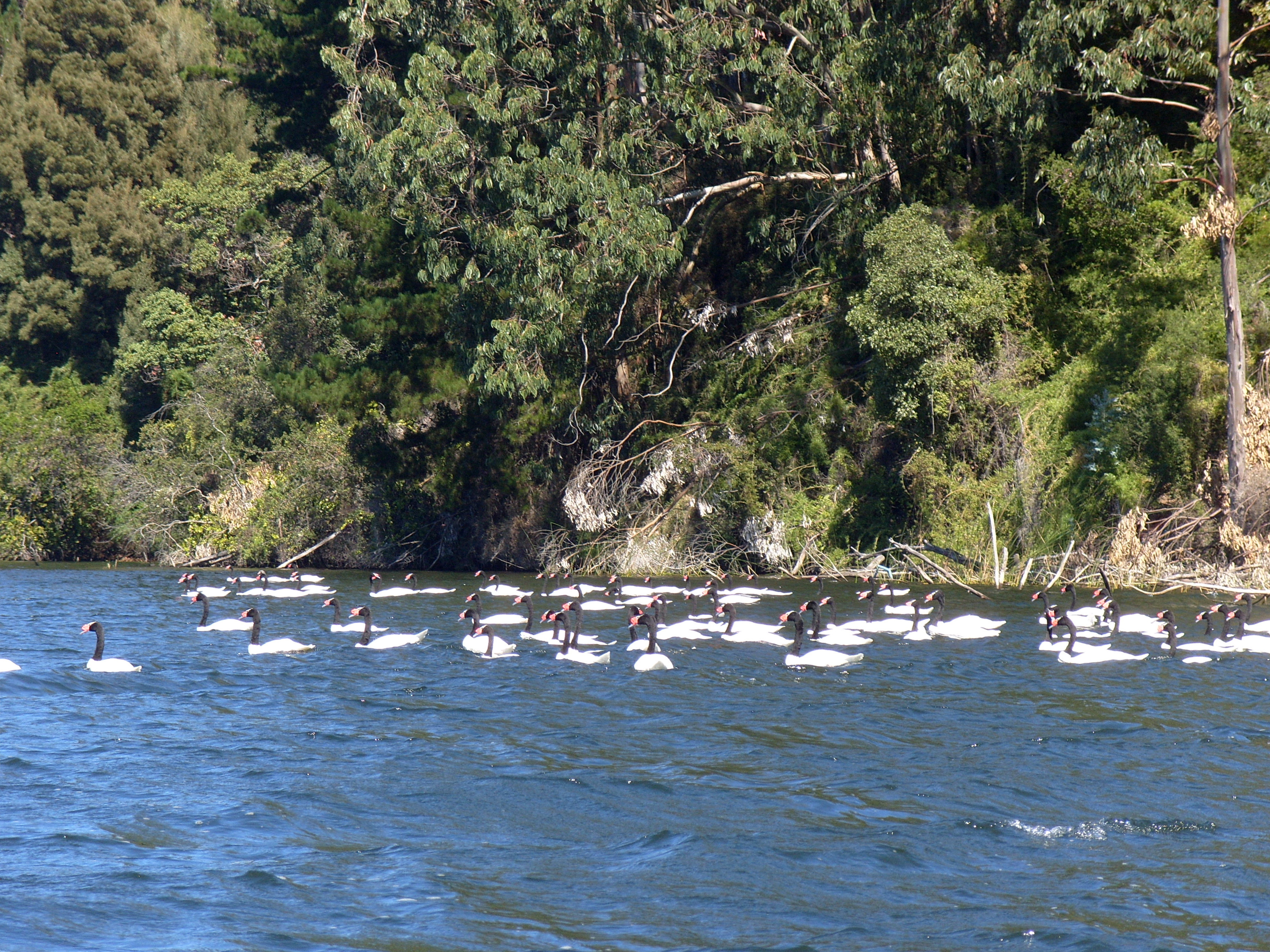
Los cisnes de cuello negro abundan en la laguna.
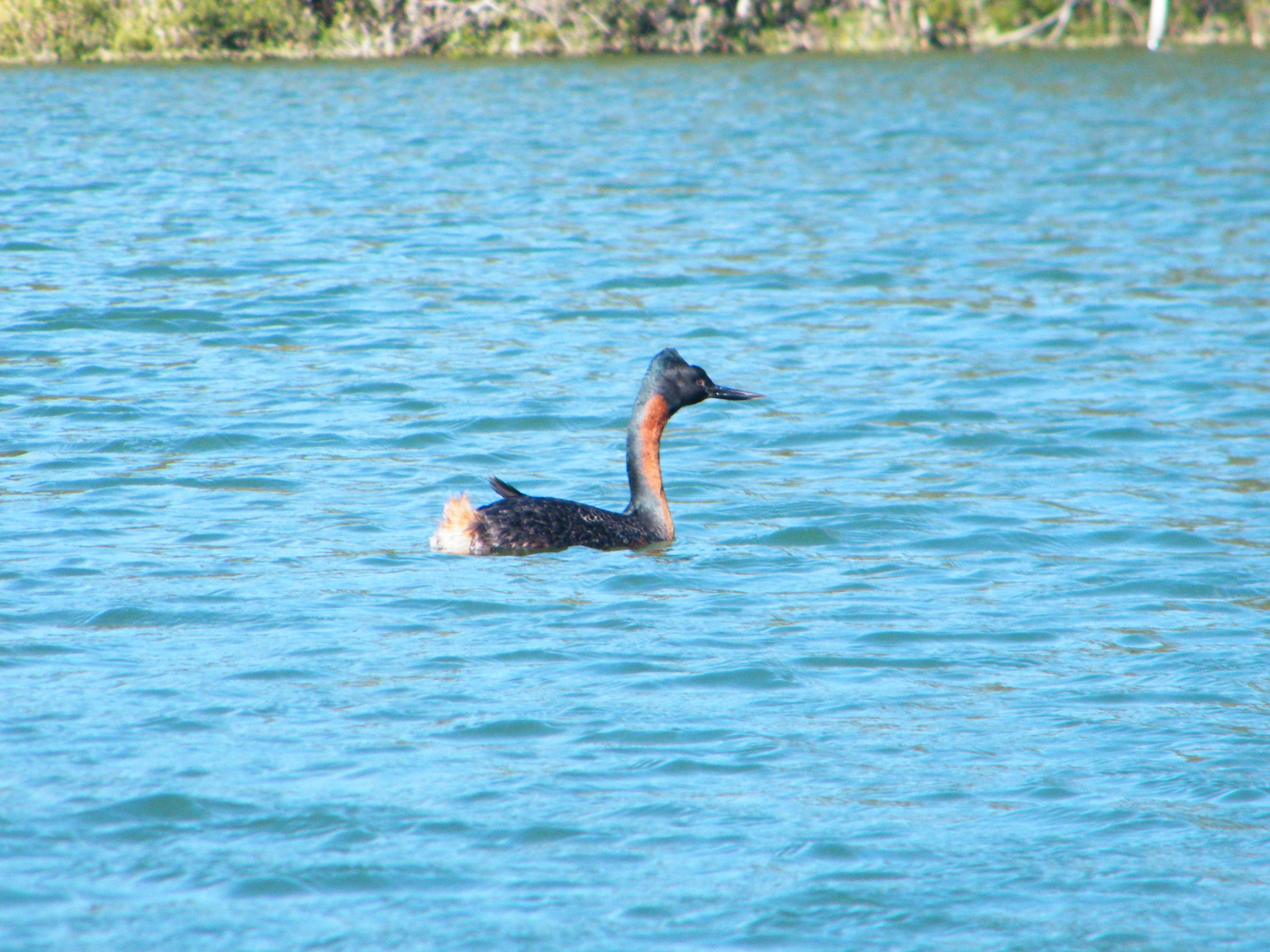
Huala en laguna grande.
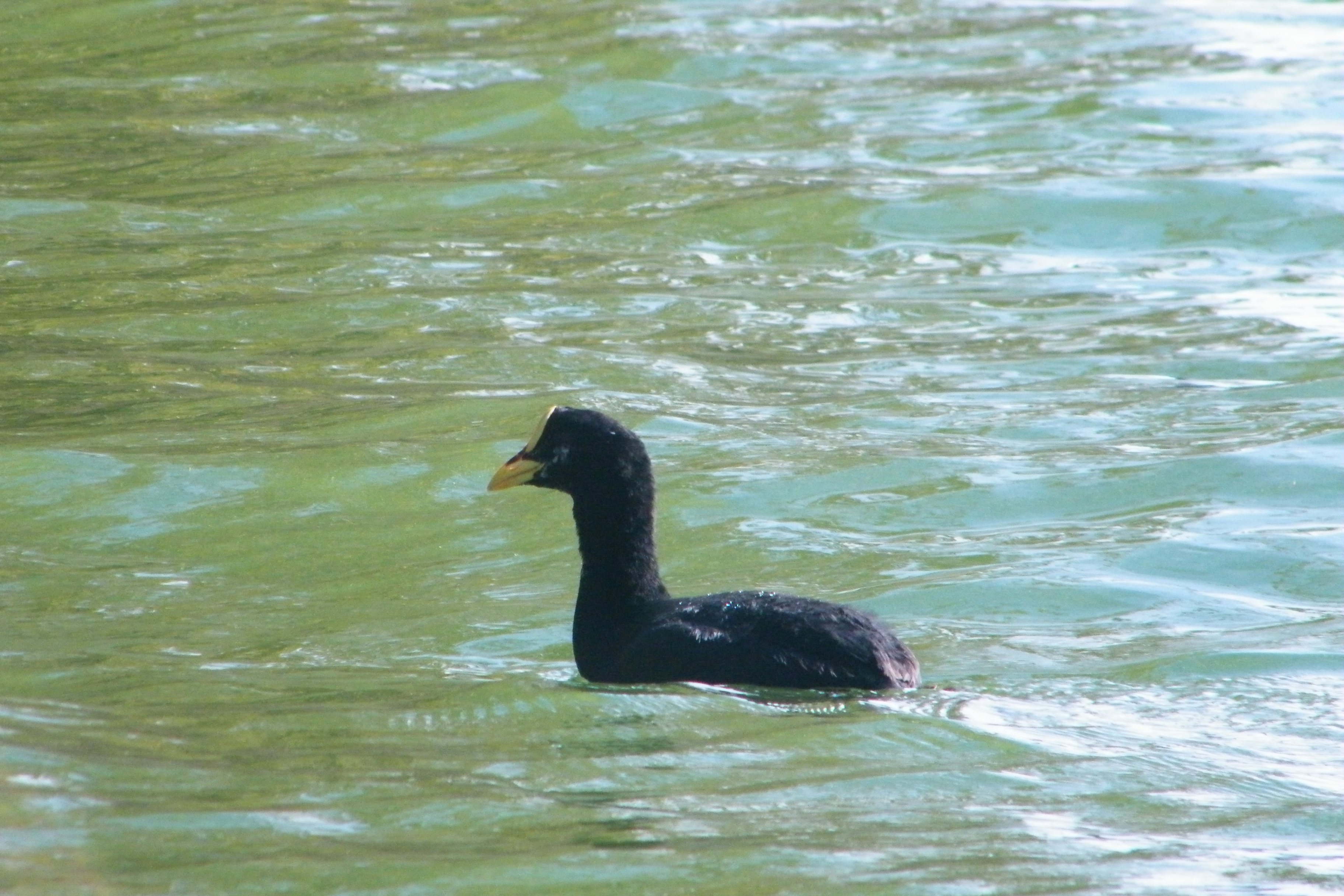
Tagua.
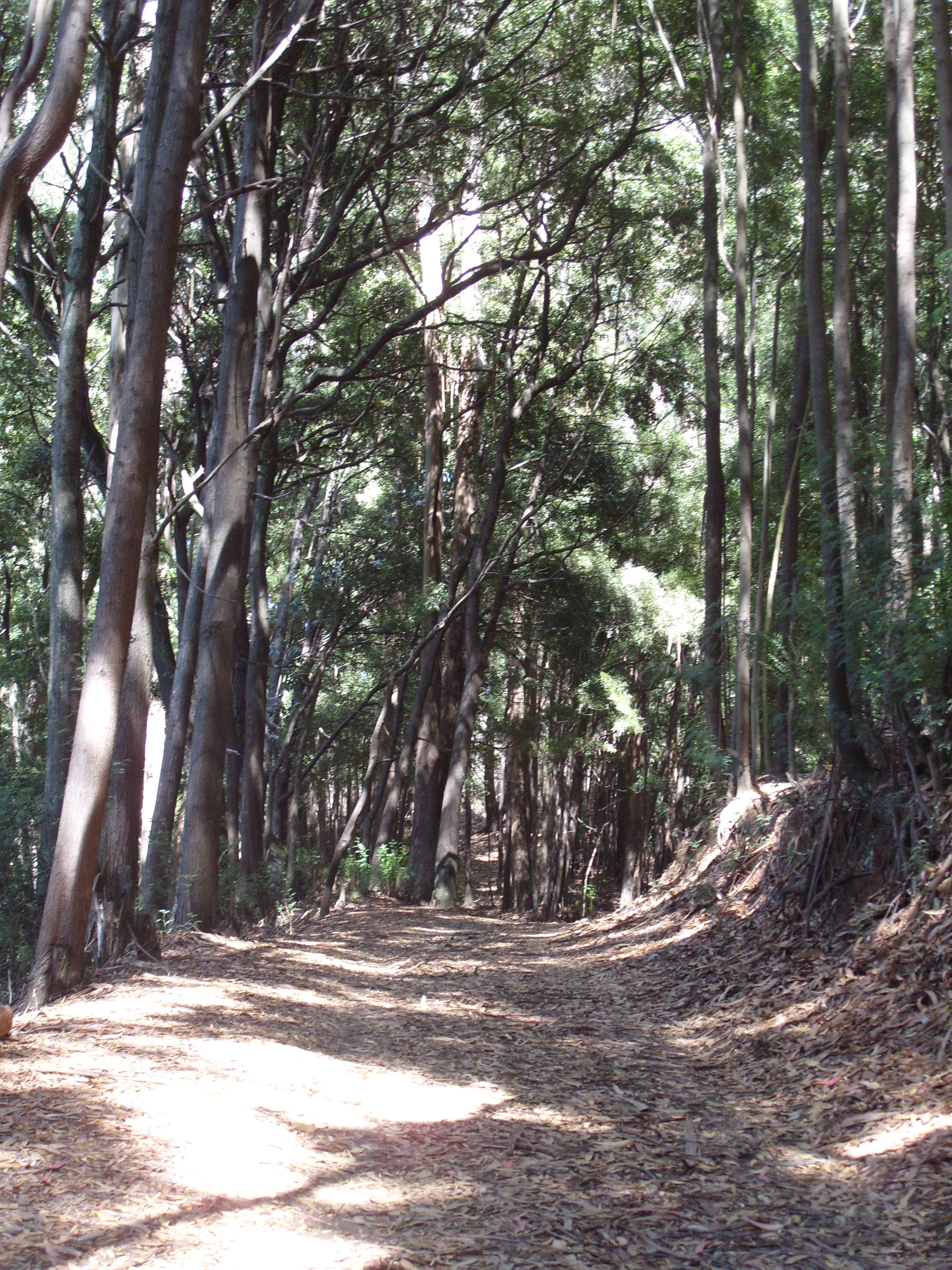
Bosques alrededor de la laguna